# نینا گارسیا
نینا گارسیا (انگلیسی: Nina García؛ زادهٔ ۳ مهٔ ۱۹۶۵) روزنامه‌نگار، و تلویزیون واقع‌نما اهل کلمبیا است.
از فیلم‌ها یا برنامه‌های تلویزیونی که وی در آن نقش داشته‌است می‌توان به پروژه مد اشاره کرد.